# Charles XVI Gustave
Carl XVI Gustaf
Pour les articles homonymes, voir Carl Gustav et Charles, prince de Suède.
Charles XVI Gustave ou Carl XVI Gustaf (prononciation en suédois : /ˈkʰɑːɭ ˈgɵ̞stɑːv/), né le 30 avril 1946 à Solna (en Suède), est l’actuel roi de Suède. Fils du prince héritier Gustave-Adolphe, il succède sur le trône à son grand-père Gustave VI Adolphe, le 15 septembre 1973.
En 2024, après l'abdication de la reine Margrethe II de Danemark, il devient le souverain régnant depuis le plus longtemps en Europe.

## Premières années

### Naissance et titulature
Titré duc de Jämtland à sa naissance, Charles Gustave est le fils du prince Gustave-Adolphe de Suède (1906-1947), fils du roi Gustave VI Adolphe, et de la princesse Sibylle de Saxe-Cobourg et Gotha (1908-1972). Il est le dernier de cinq enfants et le seul garçon. Il n'a pas un an lorsqu'il perd son père, qui meurt dans un accident d’avion au Danemark.

### Famille et ascendance
Né au château de Haga à Solna, il est le petit-fils et successeur du roi Gustave VI Adolphe, mais également le cousin germain de la reine Margrethe II de Danemark et de la reine Anne-Marie de Grèce (filles d'Ingrid de Suède, elle-même fille de Gustave VI Adolphe). Il descend du maréchal d'Empire Jean-Baptiste Bernadotte. Bernadotte est choisi en 1810 par le Parlement suédois comme héritier du roi Charles XIII de Suède qui n'avait pas d'enfants. Bernadotte est adopté par ce roi d'abord comme Régent du royaume puis couronné roi de Suède en 1818, sous le nom de Charles XIV. Le 29 octobre 1950, son arrière-grand-père Gustave V meurt et son grand-père Gustave VI Adolphe monte sur le trône, Charles Gustave devient alors prince héritier.

### Jeunes années et éducation

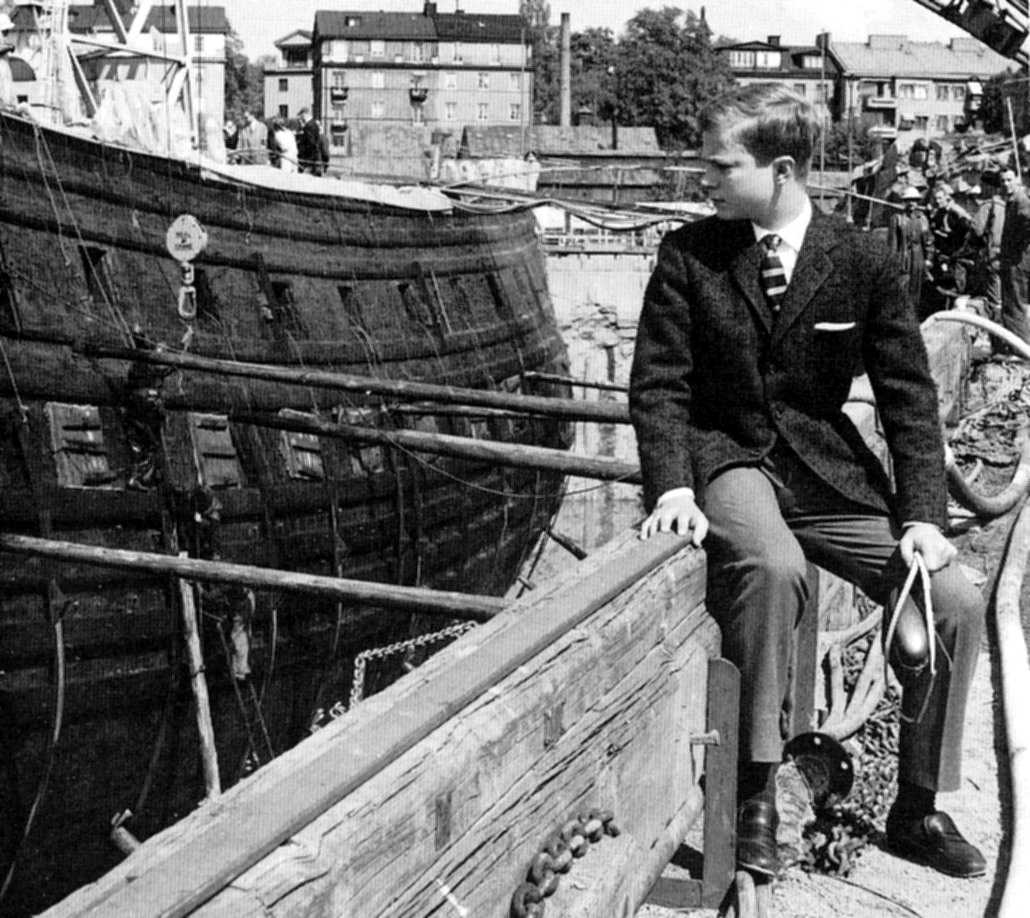
Charles Gustave en 1961.

Le futur monarque a été éduqué au sein du Palais royal de Stockholm. Le jeune prince héritier a ensuite été envoyé à l'école Broms, puis au pensionnat de Sigtuna. Après avoir obtenu son diplôme d'études secondaires en 1966, Charles Gustave a effectué deux ans et demi de service dans l'armée de son pays, la marine royale suédoise, et l'armée de l'air suédoise. Au cours de l'hiver 1966-1967, il a participé à un tour du monde à bord du navire Älvsnabben. Le prince héritier a reçu sa commission en tant qu'officier dans les trois services en 1968, pour finalement atteindre le grade de capitaine (dans l'armée et l'armée de l’air) et de lieutenant (dans la marine), avant son accession au trône. Il a également terminé ses études universitaires en histoire, sociologie, sciences politiques, droit fiscal et en économie à l'Université d'Uppsala et plus tard en économie à l'Université de Stockholm.
Pour se préparer à son futur rôle de chef de l'État, le prince héritier Charles Gustave suit un vaste programme d'études sur le système judiciaire, les organisations sociales et les institutions, les syndicats et les associations patronales. En outre, il a étudié de près les affaires du Riksdag, du gouvernement et du ministère des Affaires étrangères. Le prince héritier a également passé du temps à la Mission suédoise aux Nations unies et à l'Agence suédoise de coopération internationale au développement (SIDA), a travaillé dans une banque à Londres et à l'ambassade de Suède, à la Chambre de commerce suédoise en France et à l'usine Alfa Laval Company en France. En 1970, il représente le roi, son grand-père, à la tête de la délégation suédoise à l'Exposition universelle d'Osaka, au Japon. Depuis sa jeunesse, le monarque est un fervent partisan du mouvement scout en Suède.

## Roi de Suède

### Accession au trône
Le 15 septembre 1973, son grand-père, le roi Gustave VI Adolphe, meurt à l'âge de 90 ans. Son petit-fils devient alors le nouveau roi de Suède à l’âge de 27 ans. Le 19 septembre, il est intronisé au palais royal de Stockholm.

### Réduction de ses pouvoirs politiques

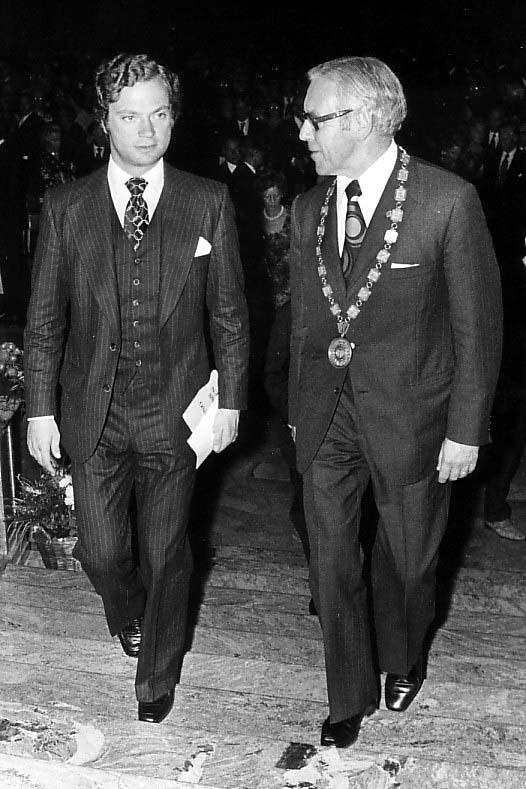
Charles XVI Gustave et Stig Stefanson en 1975.

Le début de son règne est marqué par une réduction de ses pouvoirs politiques. Le compromis de Torekov, signé par les principaux partis politiques, lui retire le pouvoir de nommer le Premier ministre, de signer les textes de loi et son titre de chef des armées. Il n'a plus essentiellement qu'un rôle protocolaire et de représentation, même s'il garde un droit de regard sur les affaires courantes pour se tenir informé de ce que font les gouvernements successifs. Aussi, Charles XVI Gustave se définit lui-même comme un « porte-drapeau » et les médias le présentent souvent comme un « roi sous tutelle » dont la fonction se résume à « inaugurer les chrysanthèmes ».
En tant que roi en exercice, il ne peut faire l’objet d’aucune poursuite judiciaire. Environ 150 millions de couronnes, soit 13 millions d'euros, d'argent public vont à la famille royale de Suède chaque année.

### Scandales médiatiques successifs
Il est critiqué en 2004 pour avoir déclaré que le sultan de Bruneï, Hassanal Bolkiah, était « très proche de son peuple » et dirigeait « un des pays les plus ouverts qu'on peut imaginer ».
Son image est écornée après la publication en 2010 d'une biographie mentionnant ses récurrentes infidélités conjugales et sorties nocturnes dans des clubs de striptease.

### Célébration du jubilé d'émeraude
Le 15 septembre 2013, il fête le 40e anniversaire de son accession au trône. Pour son jubilé d'émeraude, le roi assiste à une grande soirée à la Maison des concerts de Stockholm, en compagnie de sa famille : son épouse la reine Silvia ; sa fille la princesse héritière Victoria et son mari le prince Daniel ; son fils le prince Carl Philip ; et sa fille la princesse Madeleine et son époux Chris O'Neill.

### Pandémie de Covid-19
Confiné volontairement avec son épouse dans leur château de Stenhammar, à 120 km au sud-ouest de Stockholm (la Suède n’ayant pas opté pour le confinement obligatoire pour limiter la propagation du coronavirus), le monarque prend la parole lors d'une allocution télévisée le 6 avril 2020. Le 15 janvier 2021, le roi et son épouse sont vaccinés contre la Covid-19. Malgré cela, le roi et la reine sont atteints par la Covid-19 en janvier 2022, mais avec de faibles symptômes.

### Longévité du règne
Le roi célèbre son 77e anniversaire le 30 avril 2023, au cours d’une cérémonie publique qui se déroule à Stockholm. Charles XVI Gustave n'a pas l'intention d'abdiquer, même si sa fille, la princesse héritière Victoria, le remplace de plus en plus fréquemment lors d'engagements officiels. Depuis le 26 avril 2023, le souverain détient le record du plus long règne de l'histoire de la monarchie suédoise, dépassant le roi Magnus IV : Charles XVI Gustave règne depuis 51 ans, 10 mois et 25 jours.
Il est parfois surnommé « le roi des affaires » pour sa proximité avec ces milieux. Dès le début de son règne, il s'entoure d'industriels et de chefs d'entreprise, les décore et les emmène dans ses déplacements. « Dans ses discours, il appelle souvent au dynamisme et à l'esprit d'entreprise, une sorte d'incarnation du triomphe du néolibéralisme en Suède », note le chercheur Mikael Holmqvist, auteur du Roi, leader de la Suède.
Charles XVI Gustave célèbre en 2023 son jubilé d'or, marquant ses 50 ans de règne.

## Mariage et descendance

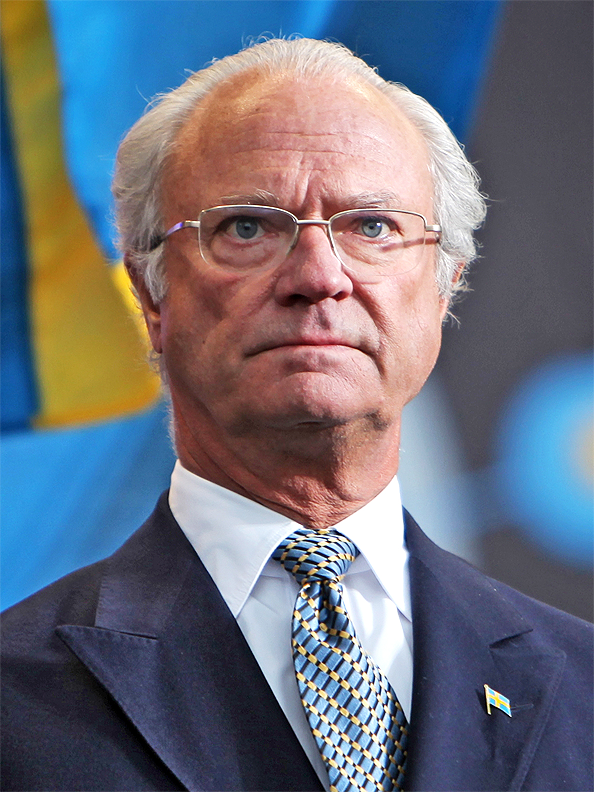
Le roi Charles XVI Gustave en 2009.

Alors prince héritier, Charles Gustave rencontre sa future épouse, Silvia Sommerlath, lors des Jeux olympiques d’été de 1972 à Munich, où celle-ci travaillait comme hôtesse. Ils se fiancent le 12 mars 1976.  Leur union est célébrée le 19 juin 1976.
Le roi et la reine de Suède ont trois enfants et neuf petits-enfants, titrés princes et princesses de Suède (avec qualification d'altesse royale pour les deux enfants de la princesse héritière) :
- la princesse Victoria Ingrid Alice Désirée, princesse héritière de Suède, duchesse de Västergötland, née le 14 juillet 1977 à Stockholm ;
  - la princesse Estelle Silvia Ewa Mary, princesse de Suède, duchesse d'Östergötland, née le 23 février 2012 à Solna ;
  - le prince Oscar Carl Olof, prince de Suède, duc de Scanie, né le 2 mars 2016 à Solna.
- le prince Carl Philip Edmund Bertil, prince de Suède, duc de Värmland, né le 13 mai 1979 à Stockholm ;
  - le prince Alexander Erik Hubertus Bertil, prince de Suède, duc de Södermanland, né le 19 avril 2016 à Danderyd ;
  - le prince Gabriel Carl Walther, prince de Suède, duc de Dalécarlie, né le 31 août 2017 à Danderyd ;
  - le prince Julian Herbert Folke, prince de Suède, duc de Halland, né le 26 mars 2021 à Danderyd ;
  - la princesse Ines Marie Lilian Silvia, princesse de Suède, duchesse de Västerbotten, née le 7 février 2025 à Danderyd.
- la princesse Madeleine Thérèse Amelie Josephine, princesse de Suède, duchesse de Hälsingland et de Gästrikland, née le 10 juin 1982 au château de Drottningholm ;
  - la princesse Leonore Lilian Maria, princesse de Suède, duchesse de Gotland, née le 20 février 2014 à New York ;
  - le prince Nicolas Paul Gustaf, prince de Suède, duc d'Ångermanland, né le 15 juin 2015 à Stockholm ;
  - la princesse Adrienne Joséphine Alice, princesse de Suède, duchesse de Blekinge, née le 9 mars 2018 à Danderyd.

Le 7 octobre 2019, le roi a publié un communiqué signé du maréchal de la Cour annonçant sa décision d'exclure six de ses huit petits-enfants (les enfants du prince Carl Philip et de la princesse Madeleine) de la « Maison royale » (ce qui ne les empêche pas d'être toujours membres de la « famille royale »), et leur retirant leur statut d'altesse royale (S.A.R.), mais leur permettant de conserver toutefois leurs titres de prince ou princesse et de duc ou duchesse (de leurs provinces) conférés à leur naissance, ainsi que leurs rangs dans l’ordre de succession au trône de Suède.
Le prince Carl Philip a été prince héritier (en suédois : kronprins) jusqu'au 1er janvier 1980, date à laquelle l'égalité des sexes dans la succession royale avec la suppression de la loi salique est instaurée dans la Constitution. La princesse Victoria est alors devenue princesse héritière.

## Titres et distinctions

### Titulature
- 30 avril - 7 juin 1946 : Son Altesse Royale le prince Charles Gustave de Suède ;
- 7 juin 1946 - 29 octobre 1950 : Son Altesse Royale le duc de Jämtland ;
- 29 octobre 1950 - 15 septembre 1973 : Son Altesse Royale le prince héritier, duc de Jämtland ;
- depuis le 15 septembre 1973 : Sa Majesté le roi de Suède.

### Armes
Le roi Charles XVI Gustave est le grand maître de l’ordre des Séraphins et ses armoiries sont exposées dans l’église de Riddarholmen :
| Blason | Blasonnement : Ecartelé : à la croix pattée d'or, qui est la Croix de Saint-Eric, cantonnée en 1 et 4, d'azur à trois couronnes d'or posées 2 et 1 (qui est de Suède moderne), en 2 et 3, d'azur, à trois barres ondées d'argent, au lion couronné d'or armé et lampassé de gueules, brochant sur le tout (qui est de Suède ancien), sur-le-tout parti de Vasa (tiercé en bande d'azur, d'argent et de gueules à la gerbe d'or brochant) et de Pontecorvo (d'azur, au pont à trois arches d'argent, sur une rivière de même, ombrée d'azur, et supportant deux tours du second ; le tout surmonté d'une aigle contournée au vol abaissé, becquée et membrée d'or empiétant un foudre de même accompagné en chef de sept étoiles d'or aussi rangées en forme de la constellation de la Grande Ourse (de Bernadotte)). |

Armoiries du prince héritier Charles Gustave, duc de Jämtland de 1950 à 1973.
Armoiries de Charles XVI Gustave, roi de Suède depuis 1973.
Monogramme du roi Charles XVI Gustave.

### Distinctions et honneurs

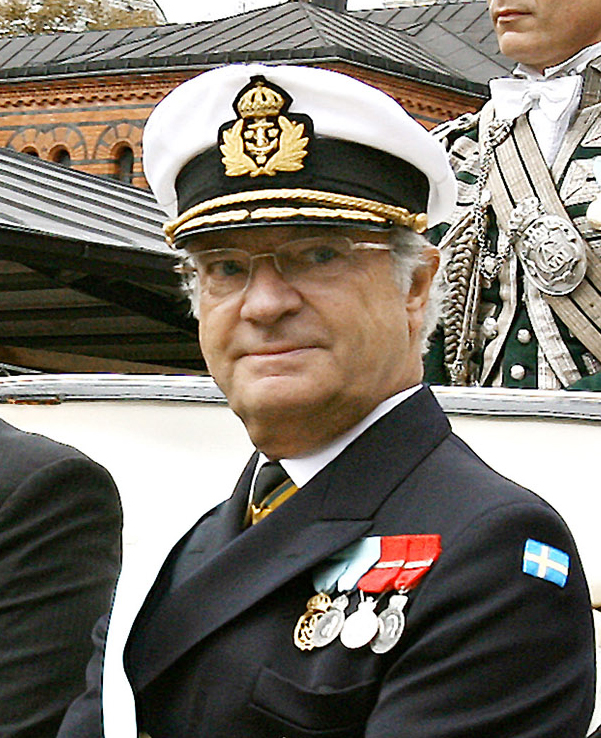
Charles XVI Gustave.

#### Nationaux
- Grand maître (chevalier avec collier) de l’ordre des Séraphins
- Seigneur et maître (commandeur grand-croix) de l’ordre de l’Épée
- Grand maître (commandeur grand-croix) de l’ordre royal de l’Étoile polaire
- Seigneur et maître (commandeur grand-croix) de l’ordre de Vasa
- Seigneur et maître (chevalier) de l’ordre de Charles XIII
- Haut protecteur (chevalier honoraire) de l’ordre de Saint-Jean en Suède

#### Étrangers
- Collier de l'ordre du roi Abdelaziz  Arabie saoudite
- Grand-croix de l'ordre de Bonne Espérance  Afrique du Sud
- Grand-croix, classe spéciale, de l'ordre du Mérite de la République fédérale  Allemagne
- Grand-croix de l'ordre de la Maison ernestine de Saxe  Allemagne
- Grand-croix de l'ordre du Libérateur San Martín  Argentine
- Grande étoile de l'ordre du Mérite de la République  Autriche
- Grand cordon de l'ordre de Léopold  Belgique
- Grand collier de l'ordre national de la Croix du Sud  Brésil
- Collier de l'ordre de la Couronne  Brunéi
- Première classe de l'ordre de Stara Planina  Bulgarie
- Collier de l'ordre du Mérite  Chili
- Chevalier du grand ordre de Mugunghwa  Corée du sud
- Grand-croix de l'ordre du Roi Tomislav  Croatie
- Chevalier avec collier de l'ordre de l'Éléphant  Danemark
- Grand commandeur de l'ordre royal de Dannebrog  Danemark
- Collier de l'ordre du Nil  Égypte
- Collier de l’ordre de la Toison d’or  Espagne
- Grand-croix avec collier de l'ordre de Charles III  Espagne
- Collier de l'ordre de la Croix de Terra Mariana  Estonie
- Collier de l'ordre de l'Étoile blanche  Estonie
- Grand-croix de l'ordre de la Rose blanche  Finlande
- Grand-croix de l'ordre national de la Légion d'honneur  France
- Grand-croix de l'ordre du Sauveur  Grèce
- Grand-croix avec collier de l'ordre du Mérite hongrois  Hongrie
- Grand cordon de l'ordre de l'Étoile de la république d'Indonésie (en)  Indonésie
- Médaille commémorative de la célébration du 2 500e anniversaire de la fondation de l'Empire perse  Iran
- Grand-croix avec collier de l'ordre du Faucon  Islande
- Chevalier grand-croix avec collier de l'ordre du Mérite de la République italienne  Italie
- Collier de l'ordre du Chrysanthème  Japon
- Grand cordon de l'ordre des fleurs de Paulownia  Japon
- Collier de l’ordre d'Al-Hussein ibn Ali  Jordanie
- Grand-croix de l'ordre de Vytautas le Grand  Lituanie
- Chevalier de l’ordre du Lion d'or de la maison de Nassau  Luxembourg
- Grand-croix de l'ordre d'Adolphe de Nassau  Luxembourg
- Chevalier de l'ordre de la Couronne du royaume  Malaisie
- Collier de l'ordre de l'Aigle aztèque  Mexique
- Grand-croix avec collier de l'ordre de Saint-Olaf  Norvège
- Médaille du roi Harald V  Norvège
- Médaille du roi Olav V  Norvège
- Médaille du roi Haakon VII  Norvège
- Grand-croix de l'ordre du Lion néerlandais  Pays-Bas
- Grand-croix de l'ordre de la maison d'Orange  Pays-Bas
- Chevalier de l'ordre de l'Arche d'or  Pays-Bas
- Médaille de la reine Beatrix  Pays-Bas
- Chevalier grand-croix de l’ordre de l'Aigle blanc  Pologne
- Grand-croix de l'ordre de l'Aigle blanc  Pologne
- Grand collier de l'ordre de l'Infant Dom Henri  Portugal
- Grand collier de l'ordre de la Tour et de l'Épée  Portugal
- Grand collier de l'ordre de Saint-Jacques de l'Épée  Portugal
- Collier de l'ordre de l'Étoile de Roumanie  Roumanie
- Chaîne de l'ordre royal de Victoria  Royaume-Uni
- Chevalier étranger de l'ordre de la Jarretière  Royaume-Uni
- Médaille du jubilé d'or d'Élisabeth II  Royaume-Uni
- Première classe de l'ordre de la Double Croix Blanche  Slovaquie
- Médaille de l'ordre des mérites exceptionnels (en)  Slovaquie
- Chevalier de l’ordre de Rajamitrabhorn  Thaïlande
- Membre de l’ordre de Ramkeerati (en)  Thaïlande
- Grand cordon de l'ordre de la République tunisienne  Tunisie
- Collier de l'ordre de la République  Turquie
- Première classe de l'ordre du Prince Iaroslav le Sage  Ukraine
- Médaille de l’ordre de la Liberté  Ukraine
- Collier de l'ordre de Pie IX  Vatican
- Grande étoile de l'ordre de l'Étoile de Yougoslavie  Yougoslavie

#### Autres honneurs
- Royaume-Uni : amiral honoraire de la Royal Navy (25 juin 1975)

## Fortune
La fortune du roi est estimée, en 2013, à 500 millions d'euros.